# Teatro Nacional de Miskolc
El Teatro Nacional de Miskolc es el teatro principal de Miskolc, y la compañía de teatro más antigua de Hungría. Tiene la sede en un edificio de estilo clasicista y neobarroco construido entre 1847 y 1857 en el centro de la ciudad, en la calle Széchenyi. El edificio alberga, además de obras teatrales, el Festival Internacional de Ópera de Miskolc.

## Historia

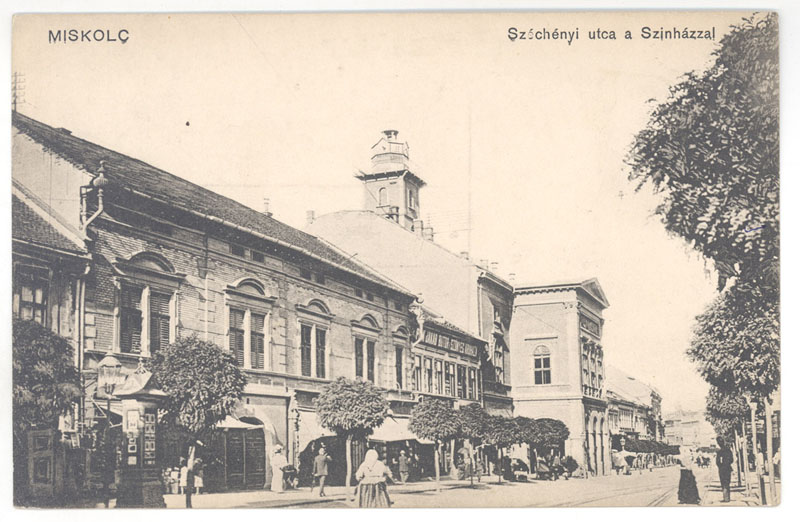
El teatro en una postal a comienzos del.

El primer teatro en Miskolc fue construido entre 1819 y 1823. Se trataba del segundo teatro del país completamente construido en piedra, después del de Kolozsvár, y se estrenó con la obra A tatárok Magyarországban el 24 de agosto. El edificio, sin embargo, fue destruido en un incendio el 19 de julio de 1843. Con el dinero procedente de la indemnización de la compañía de seguros, junto con contribuciones públicas, el 3 de septiembre de 1847 comenzó la construcción de un nuevo edificio diseñado por József Cassano, pero sufrió retrasos debido a la revolución de 1848 y a la falta de fondos. Las obras avanzaron a mejor ritmo a principios de los años 1850, en parte debido a la visita prevista del emperador Francisco José I (aunque al final no participó en la ceremonia de apertura).
Después de una década de construcción, el teatro abrió sus puertas el 3 de septiembre de 1857 con la obra Marót bán de Mihály Vörösmarty. Su primer director fue Endre Latabár, el primer miembro de la ilustre dinastía de actores Latabár. Durante varios años, las plantas inferiores del edificio estuvieron ocupadas por comercios (cuyo alquiler financiaba parcialmente el teatro), y las plantas superiores albergaron el Casino Nacional. En el teatro a menudo actuó como estrella invitada Déryné Széppataki Róza, la actriz más conocida de la época.
El edificio fue reconstruido en 1880 y ampliado con la construcción de una torre de vigilancia contra incendios. El teatro, que anteriormente había pertenecido a una sociedad anónima, pasó a ser propiedad del municipio de Miskolc en 1914.
En 1990, se volvió a ampliar el edificio, duplicándose la superficie del teatro a 16.000 metros cuadrados. El complejo también alberga un museo dedicado a la historia teatral de Miskolc.